# Blažej Beňadik
Blažej Beňadik (néha Benadik formában is) (Havas, 1919. február 2. – 2003. január 4.) szlovák régész.

## Élete
A latén időszakával foglalkozott elsősorban. Eredeti szakmája lakatoskovács. 1950–1955 között a prágai Károly Egyetemen végzett őskorból Jan Filipnél. 1954–1982 között a Szlovák Tudományos Akadémia Régészeti Intézetének elődjében dolgozott. 1962-ben a történettudományok kandidátusa címet szerzett.
Zemplén várát több éven át az elsők között kutatta.

## Művei
- Die Besiedlung von Zemplin an der Wende der Zeitrechnung
- 1957 Keltské pohrebiská na juhozápadnom Slovensku. Bratislava (tsz. E. Vlček  –  C. Ambros)
- 1957 Keltische Gräberfelder der Südwestslowakei. Bratislava (tsz. E. Vlček  –  C. Ambros)
- 1957 Výzdobné prvky na neskorolaténskej maľovanej keramike zo Zemplína. Študijné Zvesti AÚ SAV 2, 83-86.
- 1961 Grafitová keramika v laténskych hroboch na Slovensku. Slovenská archeológia IX/1-2, 175-208.
- 1964 Slovanské nálezy z výskumu valu na Hradisku v Zemplíne. Štud. Zvesti AÚ SAV 14, 151–160.
- 1967 Neskorolaténske opevnené sídlisko v Krnči. Archeologické rozhledy XIX/5, 612-618, 622.
- 1971 Slovensko I. (Dejiny, tsz.)
- 1971 Zemplín und die Frage der keltischen Besiedlung im nordöstlichen Teile des Karpatenbeckens. Archeologické rozhledy XXIII/3, 322-325.
- 1971 Éva B. Bónis: Die spätkeltische Siedlung Gellérthegy-Tabán in Budapest. Slovenská archeológia  XIX/1, 277. (recenzió)
- 1971 Obraz doby laténskej na Slovensku. Slovenská archeológia XIX/2, 465 – 498.
- 1980 Doba laténska. Slovenská archeológia XXVIII/1, 191 – 196.
- 1983 Maňa. Keltisches Gräberfeld – Fundkatalog. Nitra
- 1984 Keltské mince v hroboch na Slovensku. Slovenská numizmatika VIII, 97-104.